# ミケーレ・デ・ナポリ
ミケーレ・デ・ナポリ（Michele De Napoli、1808年4月25日 - 1892年3月24日）は、イタリアの画家、政治家である。

## 略歴
イタリア南部のテルリッツィの名家に生まれた。父親の希望で法律を学ぶためにナポリで学び、卒業後に美術に転じ、ナポリ美術アカデミーに入学し、コスタンツォ・アンジェリーニに学んだ。
1838年にナポリ王室の展覧会に出展し、入賞し、ナポリ国王に作品を買い上げられ、ローマ留学の奨学金も与えられた。1843年にナポリの教会(Santa Maria di Monteverginella)の壁画を描いた。美術アカデミーの教授職を断り、多くの教会の壁画を描いた。
イタリアの統一が進むと、政治家として活動し1860年にナポリの市議会議員になった。1863年にテルリッツィの父親が没すると、テルリッツィに戻り、何度かテルリッツィの市長や、バーリの地方議会の議員を務めた。1873年になって画家の活動を再開した。

## 作品

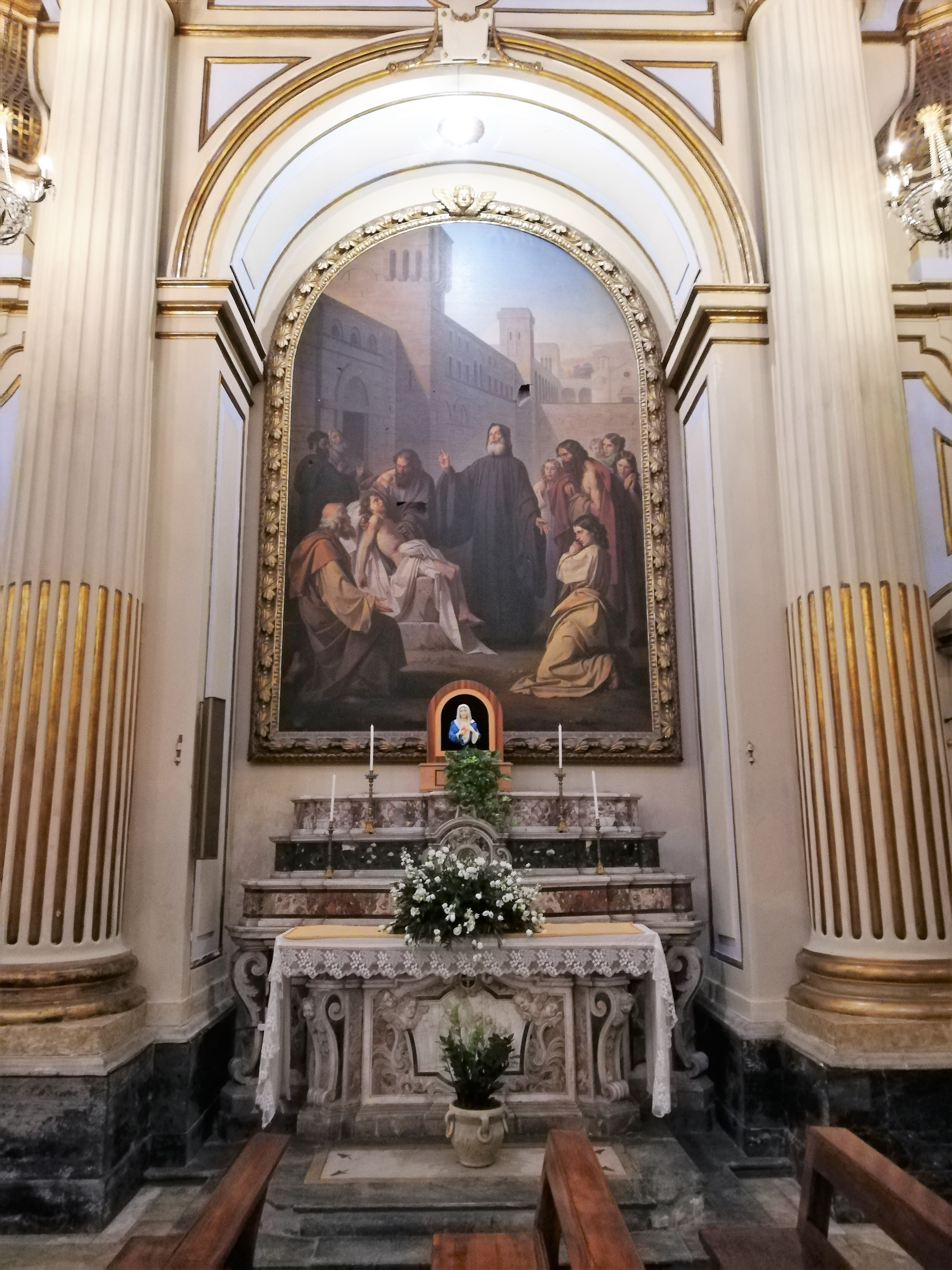
サン・ベネデット教会の壁画
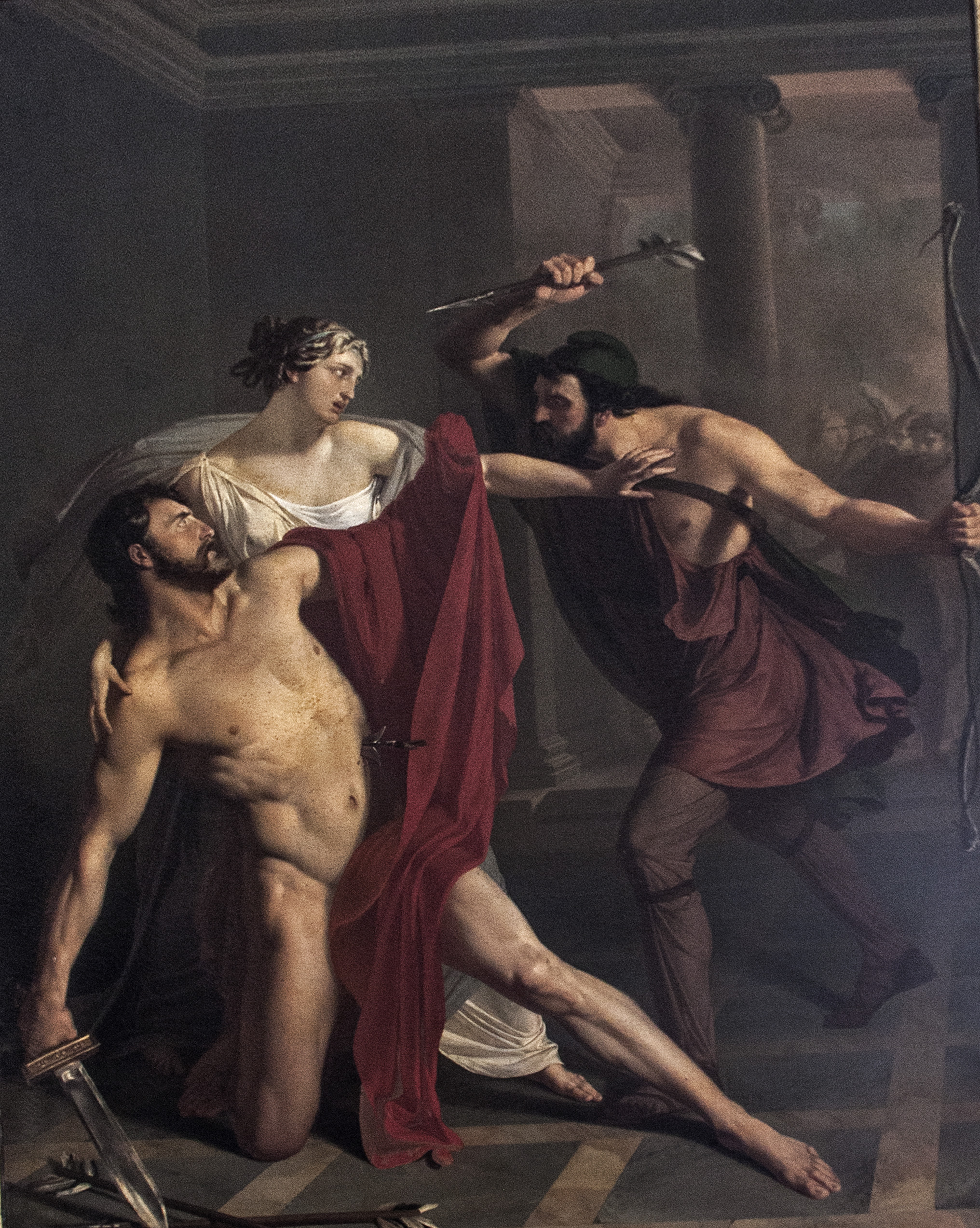
「アルキビアデスの死」(1839)
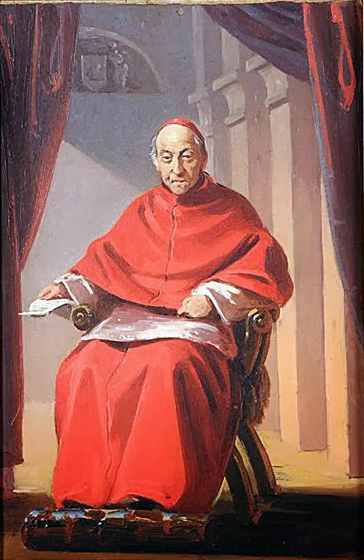
Giuseppe Cosenza-枢機卿